# شرفلي (أديامان)
شرفلي (بالكردية: Şerefa‏) (بالتركية: Şerefli)‏ هي قرية تتبع إداريّاً لمديرية أديامان في محافظة أديامان التركية الواقعة في جنوب شرق الأناضول. وبلغ عدد سكانها 457 نسمة في عام 2021.